# Heinrich Petreus

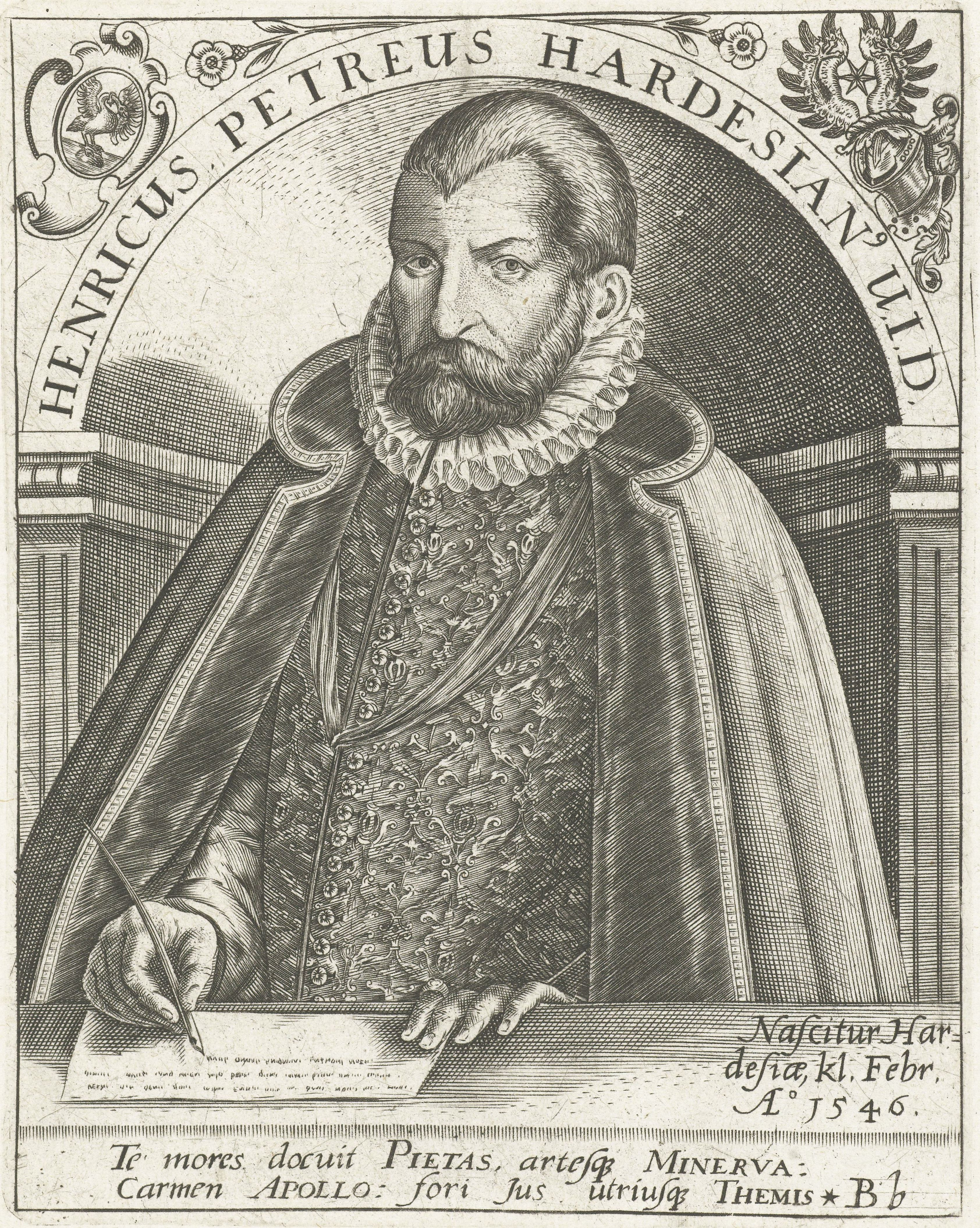
Heinrich Petreus

Heinrich Petreus, auch Henricus Petreus oder Petreius (* 1. Februar 1546 in Hardegsen; †  22. September 1615 in Wolfenbüttel) war ein deutscher Jurist und Humanist. Nach seiner Herkunft führte er auch den Beinamen Hardesianus.

## Leben und Werk
Petreus Familie gehörte zum Patriziat seiner Heimatstadt. Der Vater Heiso Petreus war Hauptmann im Dienste Herzog Erichs von Braunschweig-Calenberg. Nach dem Besuch von Schulen in Einbeck, Münden und Walkenried studierte er an der Universität Jena, ab 1564 an der Universität Leipzig. Dort zählten Modestinus Pistoris und Joachim Camerarius zu seinen akademischen Lehrern.
Von Leipzig aus ging er an die Universität Basel, wo er nach der Vorrede seiner Aulica vita noch bis 1575 blieb, als er eine Stelle als Hofmeister zweier fränkischer Edelleute antrat. Er begleitete seine Zöglinge auf Reisen in die Schweiz und nach Italien. Petreus heiratete am  23. Oktober 1577 in Frankfurt die Witwe des Theologen Matthias Flacius, Magdalene geb. Ilbeck. Sie starb bereits 1579 und hinterließ ihm das Vermögen und die Sammlung kostbarer Handschriften ihres ersten Mannes. Diese 907 Bände veräußerte er für 1095 und einen halben Taler zunächst Heinrich Julius, späterhin wechselten sie in die Wolfenbütteler Bibliothek über. Von seiner zweiten Ehefrau ist nur bekannt, dass sie ihn überlebte und im September 1626 starb.
1577 erhielt er auf Vermittlung seines Freundes Johann Fichard einen Ruf als Rektor an die städtische Lateinschule in Frankfurt am Main. Zunächst für sechs Jahre in sein Amt berufen, geriet er als Gnesiolutheraner in Konflikt mit dem orthodoxen lutherischen Predigerministerium Frankfurts, weil er in seiner 1579 reformierten Schulordnung für die Unabhängigkeit der höheren Schule von der kirchlichen Aufsicht kämpfte.  Er nahm deshalb seinen vorzeitigen Abschied, den der Rat der Stadt ihm am 13. Mai 1581 erteilte.
Bald danach folgte er einem Ruf von Herzog Erich II. an die Schule zu Göttingen, wo er nach deren Umgestaltung zu einem Pädagogium am 28. April 1586 als Gründungsrektor in sein Amt eingeführt wurde. Petreus unterrichtete als Rektor selbst die Fächer Logik, Rhetorik und Recht. Am 15. Oktober 1590 erwarb er an der Universität Marburg den Grad eines Doktors der Rechte.
Auch in Göttingen geriet Petreus in Konflikt mit der Geistlichkeit, der er die Aufsicht über den Schulbetrieb nicht zugestehen wollte. Durch den Streit auf ihn aufmerksam geworden, berief Herzog Heinrich Julius ihn 1591 als Hof- und Consistorialrath sowie als Inspector der Schulen in seinen Dienst nach Wolfenbüttel, den er bis zu seinem Tod 1615 versah. Sein ältester Sohn Heinrich jun. studierte ab 1613 in Marburg die Rechte, wurde 1614 zum Dr. iur. promoviert und anschließend Syndicus der Stadt Speyer. Als Advokat vertrat er Herzog Friedrich Ulrich von Braunschweig-Wolfenbüttel bei dessen Prozessen am Reichskammergericht.